# Држани
Држани (мкд. Држани) су насеље у Северној Македонији, у источном делу државе. Држани су насеље у оквиру општине Радовиште.

## Географија
Држани су смештени у источном делу Северне Македоније. Од најближег града, Радовишта, насеље је удаљено 8 km североисточно.
Насеље Држани се налази у историјској области Јуруклук. Насеље је положено на јужним падинама планине Плачковице. Надморска висина насеља је приближно 700 метара. 
Месна клима је планинска због знатне надморске висине.

## Становништво
Држани су према последњем попису из 2002. године били без становника.
Већинско становништво у насељу су били етнички Турци (100%). Они су се средином 20. века спонтано иселили у матицу.
Претежна вероисповест месног становништва био је ислам.